# 加拿大超級名模生死鬥第一季
加拿大超級名模生死鬥第一季於2006年5月31日首播，觀眾不僅能見證尋找超級名模新秀的過程，更能看到每位參賽者在比賽中的生活。

## 每集內容

### 第一集：Hit the Dance Floor Running
首播日期：2006年5月31日
女孩們到達維多利亞並會見首位客席評判 — 超級名模生死鬥拍照監督傑·曼紐爾。她們需除去臉上的化妝拍攝一輯照片，但杰不滿意她們的表現。然後她們在彎曲的木桌子上走秀，杰選了海特為表現最好的參賽者。
拍攝的相片主題為的士高，杰說白蘭蒂的表現最出色。而妲妮嘉卻得不到旁人的歡心。
評審時間，女孩們首次會見評判 — 主持人翠西卡·海爾弗（Tricia Helfer）、天橋教師史黛西·麥根絲（Stacey McKenzie）、著名化妝師保羅·賓諾爾（Paul Venoit）及電視節目主持珍妮·貝可（Jeanne Beker）。娜塔莉與絲菲成了包尾二人，雖然絲菲的相片很漂亮，但她在評審室的態度令評判不滿，最終被淘汰。
- 包尾二人： 娜塔莉 與 絲菲
- 被淘汰： 絲菲
- 攝影師： Andrew MacNaughtan
- 特別嘉賓： 傑·曼紐爾

### 第二集：Float Like a Butterfly, Fight Like a Babe
首播日期：2006年6月7日
女孩們接受大變身。妲妮嘉被保羅和形象指導譏諷為「天后」，保羅更說他從未與一個像妲妮嘉般高要求及令人煩躁的人合作。
這星期女孩們穿上泳裝，在拳賽場地上拍攝照片。翠西卡到場指導女孩。安芝表現得像一個名模，但娜塔莉仍對自己的身體感到害羞，而白蘭蒂與思思則對自己過份自信。
評審時間，女孩們被問及認為誰將被淘汰。她們大多說是思思，但卻是白蘭蒂與丹成為包尾二人。雖然丹有進步，但她缺乏自信，所以被淘汰。
- 包尾二人： 丹 與 白蘭蒂
- 被淘汰： 丹
- 攝影師： Christopher Wadsworth
- 特別嘉賓： Greg Wencel

### 第三集：Walk This Way
首播日期：2006年6月14日
女孩們在保齡球道上向史黛西學習走秀。史黛西不滿意妲妮嘉與安芝的步法，但她喜歡思思的表現，更說思思是最有能力成為加拿大超級名模新秀的參賽者。接著，她們在大學橄欖球隊面前走秀，白蘭蒂勝出小挑戰。
翌日，女孩們與汽車合照。雅麗娜不懂得擺姿勢，海特能聽取指示，但臉上卻沒有表情。思思與伊蓮娜的表現出色，得到讚賞。
評審時間，娜塔莉被評判指不是成為超級名模的材料，所以被淘汰。
- 包尾二人： 娜塔莉 與 妲妮嘉
- 被淘汰： 娜塔莉
- 攝影師：
- 特別嘉賓：

### 第四集：Topping It All Off
首播日期：2006年6月21日
名人健身指導Harley Pasternak到宿舍探望女孩們，並給予她們訓練。海特不願意起床，令Harley不滿。思思完成五分鐘的跑步後說自己病倒了，不能繼續訓練。後來，Harley與女孩們談及飲食習慣，思思坦言她不是真的患病。白蘭蒂勝出小挑戰，她的獎品是與其他參賽者一起出外晚膳。思思卻沒有與女孩們傾談，反倒與餐廳內其他客人談話。
翌日，女孩們與昨夜餐廳的保鏢拍攝一輯內衣照及半裸照。海特與伊蓮娜感到不自在，伊蓮娜更有退出比賽的念頭，但後來她仍繼續拍攝。白蘭蒂與該保鏢差點有過於親密的表現。
評審時間，女孩們要在一系列的衣物中選擇適合她們的衣服。海特不懂擺姿勢及表達感情，最後被淘汰。
- 包尾二人： 海特 與 雅麗娜
- 被淘汰： 海特
- 攝影師：
- 特別嘉賓： Harley Pasternak

### 第五集：She Has The Weakest Photograph
首播日期：2006年6月28日
女孩們在莊園中與雀鳥拍攝個人照。然後，翠西卡到場指導她們以貌合神離家庭為主題拍攝團體照。巧合的是，女孩們也有不滿的參賽者。妲妮嘉不喜歡自己的新髮型，因為每個晚上她要花費兩個小時打理。思思認為妲妮嘉使用風筒時太吵耳，妨礙她睡覺而與她起爭執。
翌日，珍妮邀請了時裝記者米高·格羅斯（Michael Gross）向她們分享模特兒行業的黑暗一面。接著二人分別以雜誌記者與電視節目記者的身份訪問各參賽者。珍妮認為妲妮嘉很懂得計算，而米高很欣賞伊蓮娜。思思與伊蓮娜被選為小挑戰的冠軍。
評審時間，女孩們要先接受評判的訪問，白蘭蒂因流露感情被讚賞，而妲妮嘉則被指過份造作。伊蓮娜與妲妮嘉成為包尾二人，最後妲妮嘉因太惱人而被淘汰。
- 包尾二人： 伊蓮娜 與 妲妮嘉
- 被淘汰： 妲妮嘉
- 攝影師： Malcom Tweedy
- 特別嘉賓： Malcom Tweedy，米高·格羅斯

### 第六集：Beauty Is As Beauty Poses
首播日期：2006年7月5日
白蘭蒂與思思的關係變得緊張。而安芝為妲妮嘉的離去傷心，她更說要為妲妮嘉奪得冠軍。翠西卡教導女孩們演戲，第一個練習是在十個步驟中由高興變成憤怒，只有雅麗娜不能完成。第二個練習是扮作貓以釋於平日被抑制的能量。
接著她們向Kim Renneberg學習拍攝大頭照的技巧，並依照教導拍了一輯大頭照作小挑戰。白蘭蒂被選為勝出者，得到傑·曼紐爾的秘密信息。翌日，她們為潘婷護髮產品拍攝大頭廣告照。白蘭蒂因於前一夜喝了太多酒而狀態不佳。拍攝完畢後，史黛西到宿舍再次教導她們走秀的技巧。
評審時間，伊蓮娜的相片被指沒有感情，而安芝卻被指過於纖瘦。退步的白蘭蒂與擁有不適合時裝界骨骼的伊蓮娜成為包尾二人，最後伊蓮娜被淘汰。
- 包尾二人： 伊蓮娜 與 白蘭蒂
- 被淘汰： 伊蓮娜
- 攝影師： Rob Dali
- 特別嘉賓： Kim Renneberg，Rob Dali

### 第七集：Get Ready, Get Set, Go See!
首播日期：2006年7月12日
這星期的小挑戰是見客。安芝對自己的走秀步伐沒有信心。思思獨特的外型得到客戶喜愛，她的相片集也被指是最專業的。思思與安芝勝出小挑戰，得到溫泉浴場服務。當思思與安芝在享受獎品時，白蘭蒂與雅麗娜卻在宿舍翻閱對手的衣物，更準備了一些加了額外鹽的凍肉片給思思二人，思思二人不知就裏吃下。
拍攝相片的主題為80年代，女孩們穿上該年代流行的衣物，在健身器材和充氣恐龍玩偶上與食物合照。
評審環節，女孩們需穿上古怪的衣服模仿見客。安芝穿得像一名小丑，而雅麗娜則十分出色。思思與白蘭蒂成為包尾二人。雖然思思每週的相片都很漂亮，但評判認為其他參賽者的實力已趕上她，而且這星期她在每張相片中的姿勢欠缺變化。白蘭蒂被指不像高級時裝的模特兒，最後被淘汰。她離開前向評判說他們作出了一個嚴重的錯誤。
- 包尾二人： 思思 與 白蘭蒂
- 被淘汰： 白蘭蒂
- 攝影師： Christopher Wadsworth
- 特別嘉賓： Sarah Bancroft

### 第八集：Runway Race To The Finish
首播日期：2006年7月19日
最後三強為封面女郎純美素然系列拍攝電視廣告，安芝表現出色，但思思卻失準，因以被淘汰。接著，安芝與雅麗娜為《Fashion》雜誌拍攝相片，冠軍相片將被登於封面上。
她們的最後一個挑戰是參與真正的時裝表演，評判為安芝的進步感到驚喜，他們認為安芝由一個害羞少女轉變為充滿自信的模特兒。而雅麗娜卻把衣服的前後翻轉了，但她卻冷靜地拿著後擺繼續走秀。
評審時間，評判為誰是冠軍爭持不已，有些評判緊張得哭了。結果他們決定以不記名投票的方式選出冠軍。最後，雅麗娜與安芝回到評審室，電視螢幕上顯示加拿大超級名模新秀是……安芝。
- 被淘汰： 思思
- 亞軍： 雅麗娜
- 冠軍： 安芝
- 攝影師： Candace Meyer
- 特別嘉賓： ·曼紐爾

## 參賽者
- 蘇菲亞（Sylvie Majcher），23歲，來自亞伯達
- 丹（Dawn Buggins），22歲，來自卡加利
- 娜塔莉（Natalie Talson），22歲，來自英屬哥倫比亞
- 海特（Heather Dorssers），20歲，來自安大略省
- 妲妮嘉（Tenika Davis），23歲，來自安大略省
- 伊蓮妮雅（Ylenia Aurucci），23歲，來自溫哥華
- 白蘭蒂（Brandi Alexander），23歲，來自溫哥華
- 思思（Sisi Wang），23歲，來自列治文市
- 雅安娜（Alanna Shelast），19歲，來自英屬哥倫比亞
- 安德麗（Andrea Muizelaar），19歲，來自安大略省

### 入圍次序
|      |        |        |        |        |        |        |        |        |        |        |
| 次序 | 第一集 | 第二集 | 第三集 | 第四集 | 第五集 | 第六集 | 第七集 | 第八集 | 第八集 | 第八集 |
| 01   | 白蘭蒂 | 雅麗娜 | 海特   | 白蘭蒂 | 白蘭蒂 | 雅麗娜 | 雅麗娜 | 安芝   | 安芝   |        |
| 02   | 海特   | 海特   | 白蘭蒂 | 思思   | 思思   | 思思   | 安芝   | 雅麗娜 | 雅麗娜 |        |
| 03   | 思思   | 妲妮嘉 | 思思   | 安芝   | 雅麗娜 | 安芝   | 思思   | 思思   |        |        |
| 04   | 伊蓮娜 | 伊蓮娜 | 安芝   | 妲妮嘉 | 安芝   | 白蘭蒂 | 白蘭蒂 |        |        |        |
| 05   | 安芝   | 安芝   | 雅麗娜 | 伊蓮娜 | 伊蓮娜 | 伊蓮娜 |        |        |        |        |
| 06   | 妲妮嘉 | 娜塔妮 | 伊蓮娜 | 雅麗娜 | 妲妮嘉 |        |        |        |        |        |
| 07   | 雅麗娜 | 思思   | 妲妮嘉 | 海特   |        |        |        |        |        |        |
| 08   | 丹     | 白蘭蒂 | 娜塔妮 |        |        |        |        |        |        |        |
| 09   | 娜塔妮 | 丹     |        |        |        |        |        |        |        |        |
| 10   | 絲菲   |        |        |        |        |        |        |        |        |        |

   勝出小挑戰的參賽者
 被淘汰的參賽者
 勝出比賽的參賽者

### 大變身
- 雅麗娜 - 剪短及染黑髮
- 安芝 - 染紅接髮（後來駁髮被除下）
- 白蘭蒂 - 燙直髮
- 丹 - 剪瀏海
- 海特 - 剪短、增加瀏海
- 娜塔莉 - 剪瀏海及染金髮
- 思思 - 燙直髮及剪層次
- 伊蓮娜 - 染淺色髮及剪兩層層次
- 妲妮嘉 - 染巧克力色接髮

### 拍攝主題
- 第一週： 迪斯可女郎
- 第二週： 泳裝照
- 第三週： 香車美人
- 第四週： 半裸內衣照
- 第五週： 莊園美女
- 第六週： 潘婷護髮產品廣告
- 第七週： 八十年代的少女
- 第八週： 封面女郎純美素然系列廣告、《Fashion》雜誌封面

### 季度資料
- 參賽總人數： 10
- 最年長參賽者：絲菲、白蘭蒂、妲妮嘉、伊蓮娜與思思，五人均為23歲
- 最年輕參賽者: 安芝及雅麗娜，二人均19歲
- 進入包尾二人最多次數的參賽者：白蘭蒂，3次
- 連續進入包尾二人最多次數的參賽者：白蘭蒂、伊蓮娜與思思，各2次
- 沒有試過進入包尾二人的參賽者：安芝
- 勝出最多考驗的參賽者：白蘭蒂，3次
- 連續勝出最多考驗的參賽者：白蘭蒂，2次
- 首名入圍最多次數的參賽者：白蘭蒂與雅麗娜，3次
- 連續首名入圍最多次數的參賽者：白蘭蒂與雅麗娜，各2次
- 最後五強的平均入圍成績：安芝 — 3.375，雅麗娜 — 3.25，思思 — 3.125，白蘭蒂 — 3，伊蓮娜 — 4.8